# Poule de Caumont
Pour les articles homonymes, voir Caumont.
La Caumont est une race de poule domestique.

## Description
La Caumont est une poule rustique élevée à deux fins (chair et ponte).
C'est une volaille assez forte, mais élégante, fière et svelte ; le corps est cylindrique, sa queue est relevée. Sa crête est en gobelet ou couronne, suivie d’une petite huppe. 
Sa diffusion est plutôt rare en dehors de sa région natale.

### Origine
La Caumont est originaire de Caumont-l'Éventé dans le Calvados en Normandie.

### Standard
- Masse idéale : Coq : min. 3 kg ; Poule : min. 2,5 kg
- Crête : en gobelet ou couronne
- Oreillons : blancs
- Couleur des yeux : rouge orangé
- Couleur de la peau : blanche
- Couleur des tarses : bleu ardoise
- Variétés de plumage : noire, bleue
- œufs à couver : min. 70 g, coquille blanche
- Diamètre des bagues : coq : 20 mm ; poule : 18 mm

## Club officiel
Il existe un club pour la sauvegarde des races avicoles normandes qui édite une revue trois fois par an : « Basse-cour Normande »  (ISSN 1631-719X), et dont le siège social et l'adresse administrative est : Mairie de Gournay-en-Bray (76220), adresse postale : CSRAN - 156, route du Four-à-Pain - 76750 Bosc-Roger-sur-Buchy.
Le Conservatoire des races normandes et du Maine.

## Sources
- Le Standard officiel des volailles (Poules, oies, dindons, canards et pintades), édité par la SCAF.